# Rotoped

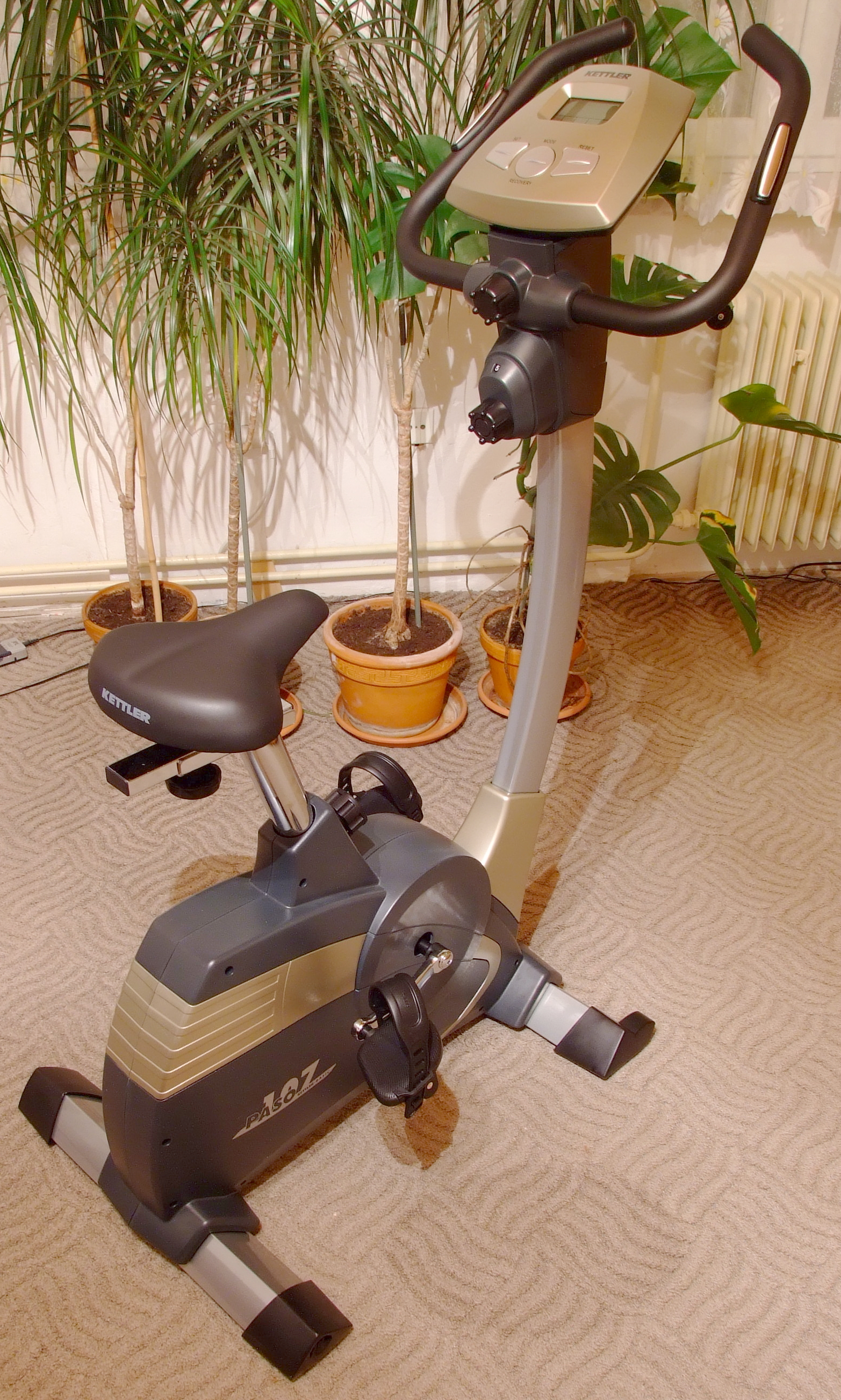
Rotoped

Rotoped je stroj, vzdáleně připomínající jízdní kolo, používaný k cvičení. Na rozdíl od jízdního kola se nepohybuje, ale je postaveno na místě a zátěž je simulována setrvačníkem a nějakým druhem brzdy.

## Historie

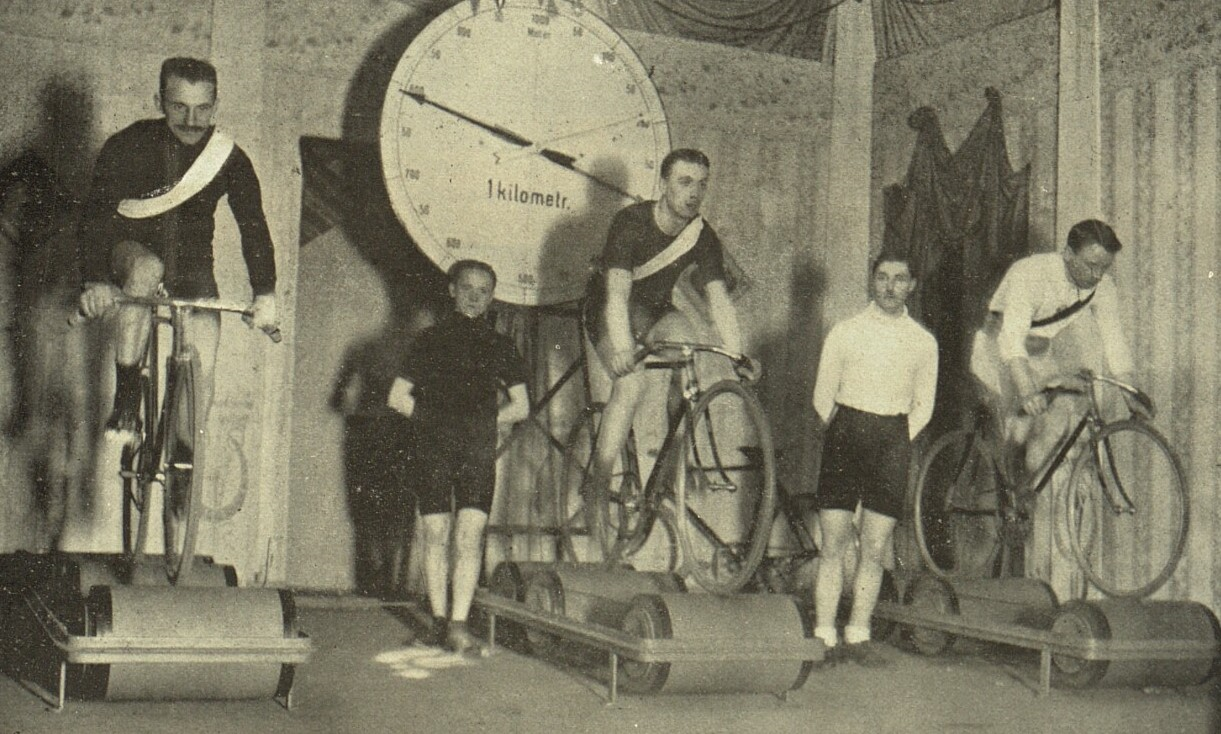
Závody na hometrainu, Praha, U Bílé labutě, 1909

První rotopedy se objevily již koncem 19. století, a sloužily k tréninku závodníků v zimním období. Existovaly rotopedy simulující vysoké kolo i běžný bicykl.
Mohly též mit podobu válců, na kterých „jel“ cyklista na vlastním velocipedu. Závody na takovém zařízení, kterému se tehdy říkalo hometrain, se v Praze uskutečnily v tehdejším hostinci Bílá labuť v roce 1909.
V moderní době jsou rotopedy obvykle vybaveny mikropočítačem, který umožňuje regulovat zátěž, sledovat vydanou energii, tepovou frekvenci a další údaje.

## Technická řešení
Největší rozdíl mezi jednotlivými rotopedy je v použitém odporovém systému. V praxi se používají především dva – magnetický a nebo elektromagnetický. Magnetický brzdný systém je použit především u levnějších rotopedů, u kterých si uživatel zátěž reguluje mechanickým aretačním systémem (většinou manuální „točítko“ s několika stupni zátěže). Elektromagnetický brzdný systém bývá záležitostí dražších rotopedů, vyznačuje se tím, že uživatel nastavuje zátěž (odpor) elektronicky, většinou prostřednictvím řídícího počítače stiskem tlačítek „plus“ či „minus“. Velkou výhodou elektromagnetického brzdného systému (a tedy i řízení počítačem) je, že si uživatel může zvolit řadu předdefinovaných zátěžových programů, kterými mu v průběhu tréninku počítač zvyšuje či snižuje zátěž. V neposlední řadě bývají takové rotopedy vybaveny systémem HRC (Heart Rate Control), který umožňuje nastavit srdeční tep, který chce uživatel po dobu tréninku mít – a počítač podle toho automaticky přidává či ubírá zátěž.